# Sierra (Ecuador)
La Sierra ecuadoriana è una regione geografica della Repubblica dell'Ecuador che si estende da nord a sud per 800 km lungo la Cordigliera andina. Si compone delle province di Pichincha, Carchi, Tungurahua, Chimborazo, Cañar, Azuay, Loja, Imbabura, Bolívar e Cotopaxi.
Questa regione è conosciuta per le sue elevate catene montuose, i ghiacciai e i vulcani, tra i più importanti dei quali ci sono il Cotopaxi e il Chimborazo. Le sue 10 province hanno città storicamente e culturalmente importanti come Quito, Cuenca e Ibarra, oltre a centri artigianali e città indigene come Otavalo, Saraguro e Salasaca, inoltre sono numerosi i parchi nazionali, ricchi di flora e fauna.
Nella Sierra convivono zone relativamente calde e altre più fredde, in quanto le valli situate tra le montagne hanno diverse altitudini e, di conseguenza, diversi climi. A Quito, capitale dell'Ecuador, l'Aeroporto Internazionale Mariscal Sucre è la principale via d'ingresso al paese.

## Geografia fisica
La Sierra ecuadoriana occupa un quarto della superficie totale dell'Ecuador e corrisponde a due catene montuose della larghezza di 100–120 km poste longitudinalmente da nord a sud, con all'interno un "corridoio" interandino. Le due catene montuose hanno un'altitudine media di 4000–4500 m, anche se alcune vette, di origine vulcanica, raggiungono altezze maggiori. La Cordigliera Occidentale culmina col Chimborazo, che raggiunge un'altezza superiore ai 6200 m, mentre la Cordigliera Orientale ha nel Cotopaxi la sua vetta più alta.
Le catene montuose si estendono dal confine con la Colombia a nord, fino a quello con il Perù a sud, mentre ad est e ovest sono delimitate da altre due regioni ecuadoriane: la Costa a ovest e l'Oriente a est, che corrisponde all'Amazzonia ecuadoriana. Il corridoio interandino tra le due catene montuose, formato dai sedimenti delle eruzioni vulcaniche e dall'erosione delle montagne, è situato ad altezze comprese tra i 2000 e 3000 metri.

### Vulcanismo e sismicità

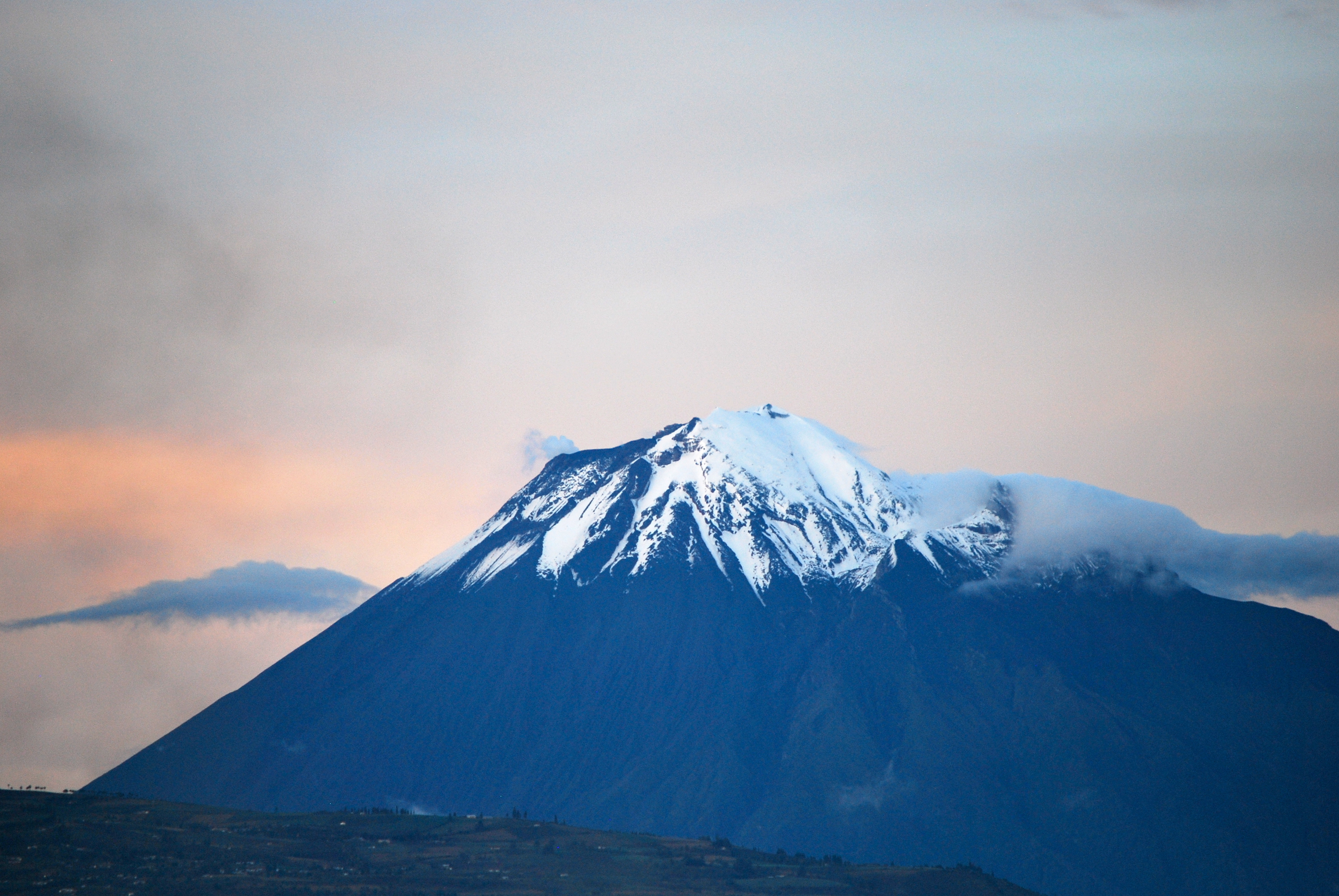
Il vulcano Tungurahua visto da Riobamba

Le Ande ecuadoriane sono sede di numerosi vulcani, molti dei quali ancora attivi. Il Tungurahua, che si affaccia su Baños e il Reventador, hanno avuto eruzioni nel corso degli anni 2000. Anche il Cotopaxi, dopo decenni di quiete nel corso del XX secolo, ha registrato attività nel 2015, con l'espulsione di ceneri poi disperse dal vento a centinaia di chilometri di distanza. Il Pichincha, vicino a Quito, ha avuto la sua ultima eruzione importante nel 1999. Il rischio di lahar che minacciano la periferia di Quito (Valle de los Chillos) in caso di eruzione del Cotopaxi è un rischio ancora maggiore per la capitale ecuadoriana.
Il rischio sismico è sempre stato presente nella sierra ecuadoriana, come testimonia il terremoto del 1949 che causò 6 000 vittime nelle province di Tungurahua, Cotopaxi, Chimborazo e Bolívar. Il rischio di terremoti, insito anche la parte costiera del paese, è legato al movimento verso est della placca di Nazca ad una velocità di 6 centimetri all'anno.

### Vegetazione
La vegetazione della regione andina dell'Ecuador è determinata dai piani altitudinali di vegetazione diversi a seconda dell'altitudine. Alcune piccole differenze tra stesse altezze possono esserci a seconda dell'esposizione dei versanti e della loro relativa maggiore o minore umidità, anche se a latitudini equatoriali questo fattore ha meno importanza che alle alte latitudini. Approssimativamente si trovano questi diversi piani nella Sierra:
- 1000–1800 m: terreni subtemperati principalmente occupati da diversi tipi di foreste, a seconda dell'abbondanza di precipitazioni;
- 1800–2600 m: terre temperate più fresche delle precedenti, originariamente occupate da boschi ma ora ampiamente coltivate;
- 2600–3200 m: terre fredde, ampiamente coltivate, con terreni incolti occupati da foreste umide;
- 3200–4000 m: terreni subnivali occupati dai Paramos
- > 4000 m: terreni nivali, caratterizzati da neve e frequenti gelate. I ghiacciai in Ecuador sono presenti solitamente oltre i 5000 m[6].

## Demografia
Oltre alla capitale Quito, seconda capitale più alta del mondo dopo La Paz), la sierra è sede di alcune delle più importanti città del paese, tra cui Cuenca, Riobamba, Ambato, Latacunga e Ibarra. È stata a lungo la regione più popolata del paese, tuttavia negli ultimi anni è passata dal 58% al 45% di quella totale dell'Ecuador, lasciando il primato alla Costa. Nel 2008, la popolazione della Sierra è stata stimata a 6 203 000 abitanti, su 13 805 000 dell'intero Ecuador, contro i 6 842 000 della costa e 679 000 abitanti dell'Amazzonia. Le due province più popolose della Sierra sono Pichincha (provincia di Quito), con 2 394 000 abitanti, e quella di Azuay (provincia di Cuenca) con 691 000 abitanti: queste due province rappresentano quindi la metà della popolazione totale della Sierra ecuadoriana.
Come anche nel resto dell'Ecuador, la popolazione della sierra è composta da una miscela di bianchi, meticci, indigeni e afroecuadoriani. La percentuale della popolazione indigena è più alta nella Sierra rispetto alla media nazionale, perché le grandi popolazioni quechua sono rimaste legate alla catena montuosa. Le lingue parlate nella Sierra sono lo spagnolo e il quechua. Dal punto di vista linguistico, la pronuncia dello spagnolo nella sierra è diverso da quello parlato nella regione costiera, e si avvicina maggiormente a quello pronunciato nelle pianure dell'Oriente.

### Città principali

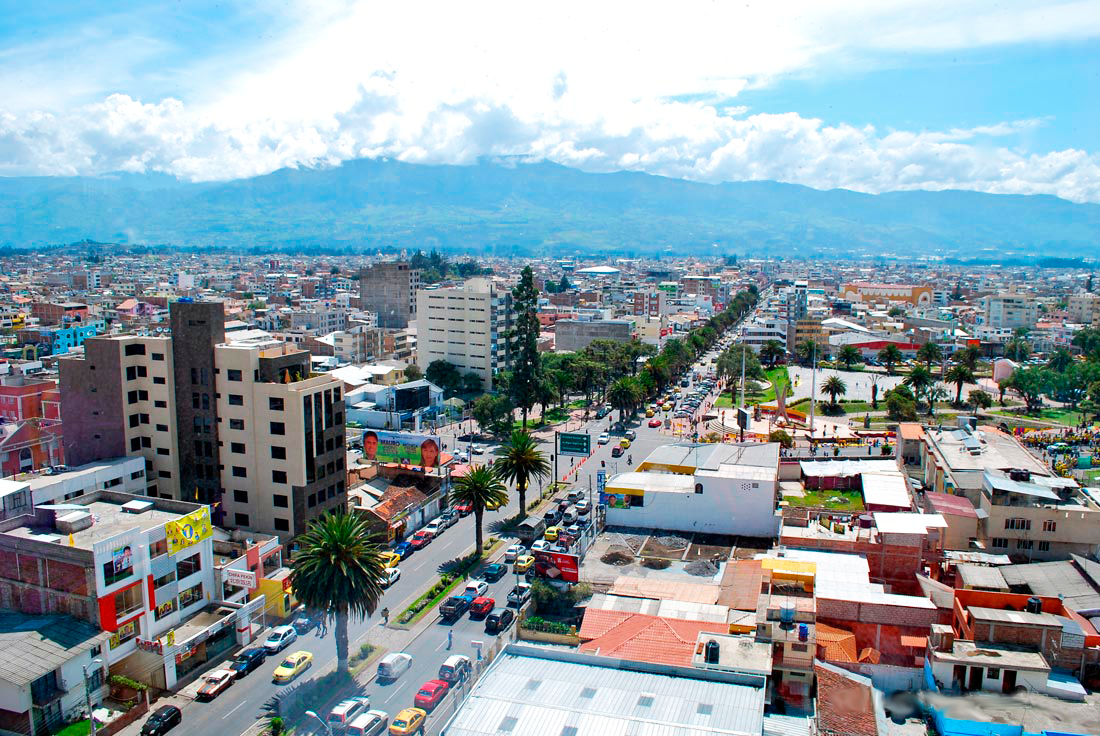
Riobamba

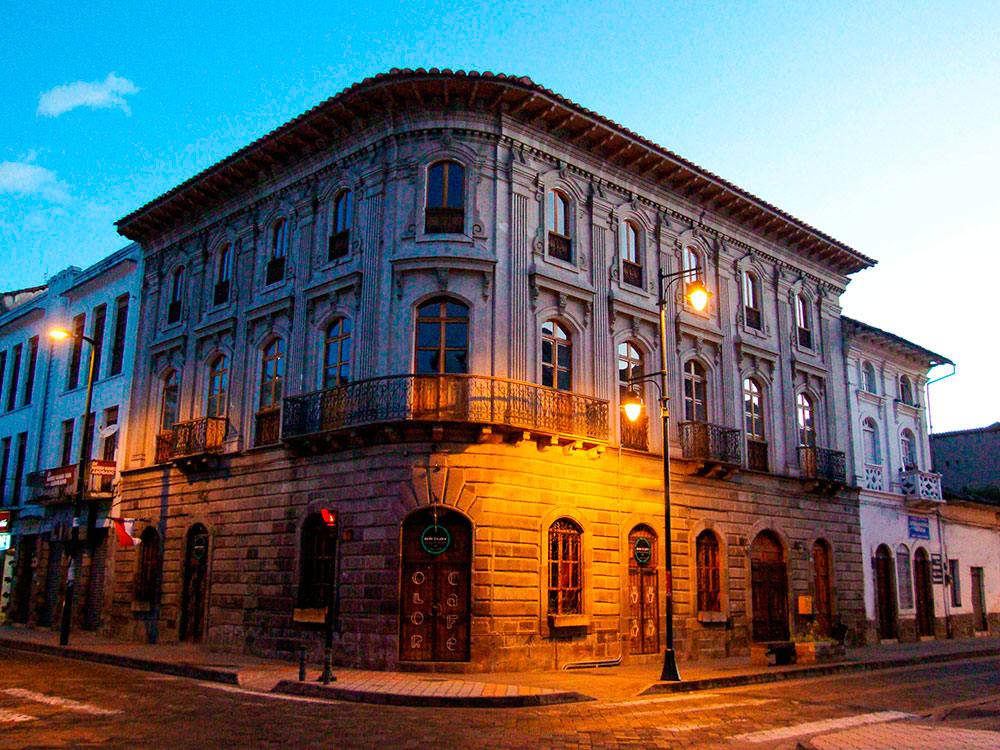
Ibarra; Casa de la Iberreñidad

| # Pos. reg. | # Pos. naz. | Città      | Provincia  | Popolazione (2010) |
| ----------- | ----------- | ---------- | ---------- | ------------------ |
| 1           | 2           | Quito      | Pichincha  | 1 619 146          |
| 2           | 3           | Cuenca     | Azuay      | 331 888            |
| 3           | 9           | Loja       | Loja       | 180 617            |
| 4           | 10          | Ambato     | Tungurahua | 178 538            |
| 5           | 13          | Riobamba   | Chimborazo | 146 324            |
| 6           | 15          | Ibarra     | Imbabura   | 131 856            |
| 7           | 18          | Sangolquí  | Pichincha  | 75 080             |
| 8           | 20          | Latacunga  | Cotopaxi   | 63 842             |
| 9           | 21          | Tulcán     | Carchi     | 60 403             |
| 10          | 33          | Otavalo    | Imbabura   | 39 354             |
| 11          | 34          | Cayambe    | Pichincha  | 39 028             |
| 12          | 38          | La Troncal | Cañar      | 35 259             |
| 13          | 42          | Azogues    | Cañar      | 33 848             |
| 14          | 50          | Guaranda   | Bolívar    | 23 874             |
| 15          | 51          | La Maná    | Cotopaxi   | 23 775             |

## Economia
Quito, capitale della provincia di Pichincha e dell'Ecuador, è la seconda città che contribuisce maggiormente al PIL nazionale dopo Guayaquil, mentre Cuenca è quella a più alto reddito pro capite. Quito ha il più alto livello di riscossione delle imposte in Ecuador secondo il Servicio de Rentas Internas (S.R.I.) ed è la più importante regione economica del paese,
Lo sviluppo dell'industria a Cuenca e nel sud della regione si basa sulle abilità manuali dei suoi abitanti, dediti ad esempio alla lavorazione dei gioielli e alla produzione di vasellame e mobili, inoltre a Cuenca e in generale nella provincia di Azuay vengono in gran parte commercializzati i cappelli Panama, prodotti principalmente nella Provincia di Manabì.

### Turismo

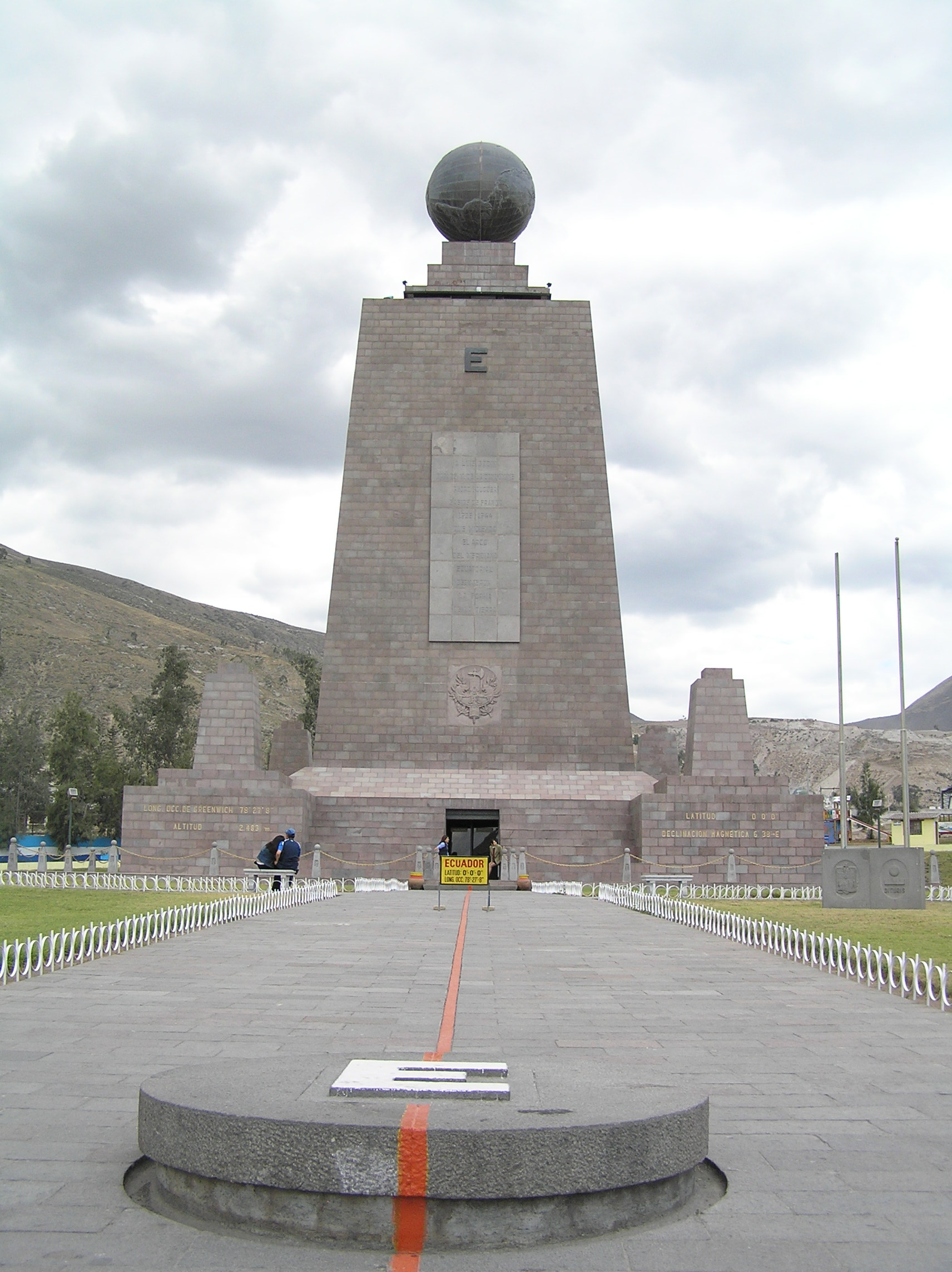
Monumento alla Mitad del Mundo

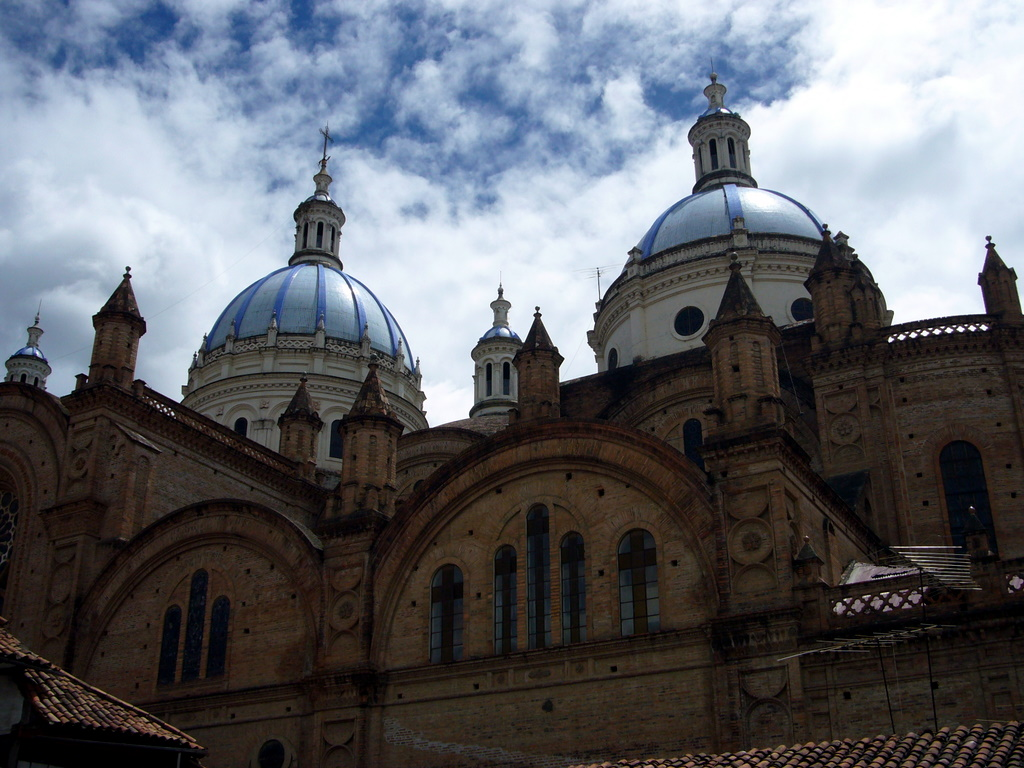
La Cattedrale di Cuenca

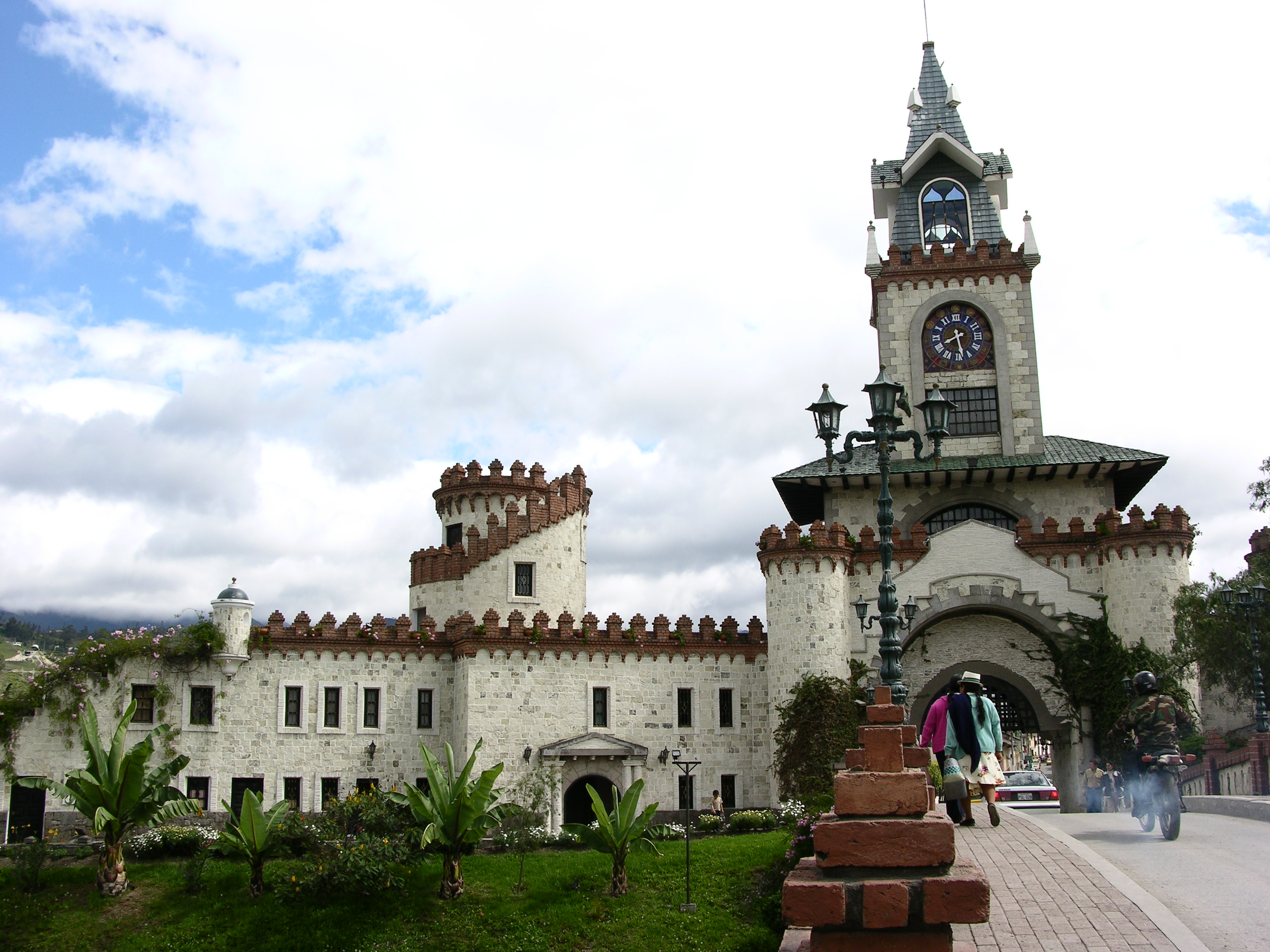
La porta di Loja

La regione turistica della Sierra è nota per la preservazione degli ecosistemi naturali e per la conservazione delle maggiori città, i cui centri storici in stile coloniale sono ancora ben conservati e poco alterati, come Quito e Cuenca, entrambe dichiarate Patrimonio dell'umanità dall'UNESCO.
Alcune delle città e delle aree naturali d'interesse nella Sierra sono:

#### Centro storico di Quito
Quito, capitale dell'Ecuador, si trova nella depressione del Guayllabamba sulle pendici orientali dello stratovulcano attivo Pichincha, nella parte occidentale delle Ande a 2850 m.s.l.m.. 
La città è divisa in 32 parrocchie, divise a loro volta in barrios.
La data della sua prima fondazione è incerta, tuttavia, viene utilizzata la conquista spagnola della città, il 6 dicembre del 1534, come data di fondazione ufficiale
Nel mese di novembre del 1978, Quito è stata dichiarata dal UNESCO "Beni culturali", e in particolare nel corso del XXI secolo il turismo è cresciuto enormemente, con turisti provenienti in particolar modo da Stati Uniti, Germania, Italia e Francia.

#### Mitad del Mundo
La Ciudad Mitad del Mundo si trova su un terreno di proprietà della prefettura della provincia di Pichincha, nella parrocchia di San Antonio, a nord del centro di Quito. Tra il 1979 e il 1982 è stato costruito un monumento di 30 metri di altezza per segnare il punto in cui si credeva che passasse la linea dell'equatore, con una linea che dal centro della scalinata prosegue ad est e attraverso la piazza, per indicare dove passa l'equatore. In realtà l'intera struttura è situata 240 metri a sud della reale linea dell'equatore, che fu ridefinita quando emerse la tecnologia GPS.
Il monumento piramidale, con i quattro lati rivolti ognuno verso un punto cardinale, è sormontato da un globo di 4,5 metri di diametro e 5 tonnellate di peso. All'interno del monumento c'è un piccolo museo che mostra elementi della cultura indigena dell'Ecuador.

#### Centro storico di Cuenca
Cuenca, situata nella parte meridionale delle Ande ecuadoriane, è anch'essa Patrimonio dell'umanità, e viene chiamata, per la sua maestosa architettura, la sua diversità culturale, il suo contributo alle arti, alle scienze e alla letteratura ecuadoriana, l'Atene dell'Ecuador.
Diversi sono i musei e le chiese antiche, tra cui la Cattedrale dell'Immacolata Concezione, una delle più grandi d'America, e altre risalenti al XVI e XVII secolo. Nel centro della città le facciate delle case mostrano le diverse influenze europee, con i caratteristici balconi e i soffitti artisticamente intagliati e altri forgiati in ottone verniciato.

#### Centro storico di Loja
Situata nella parte orientale della Provincia di Loja nel sud dell'Ecuador, Loja ha una ricca tradizione artistica, e per questo motivo è conosciuta come la capitale musicale e culturale dell'Ecuador. Numerosi anche a Loja sono i musei e le chiese antiche, come la Cattedrale, una delle più grandi dell'Ecuador.

#### Ingapirca

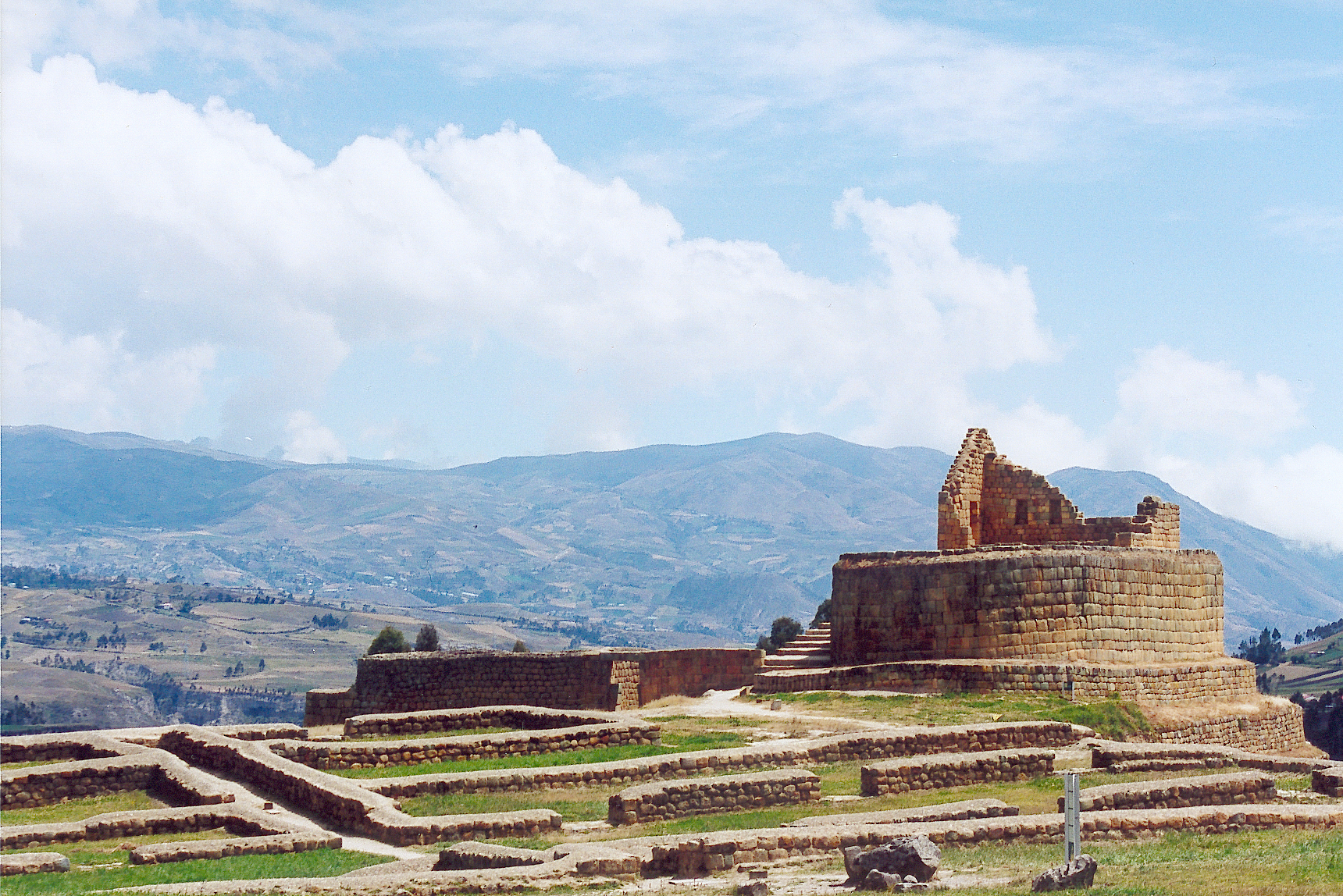
Ingapirca, il Tempio del Sole

Ingapirca è il maggiore complesso archeologico Inca dell'Ecuador, ed è situato nella provincia di Cañar, ad oltre 3000 metri di quota. Il suo nome in quechua significa "Muro dell'Inca".

#### Baños de Agua Santa
Baños de Agua Santa, comunemente chiamata Baños, è una cittadina della provincia del Tungurahua, è circondata da diversi balneari e cascate che attraggono numerosi turisti che possono cimentarsi in diversi sport, come rafting e canoa discesa, inoltre nelle vicinanze è presente il vulcano attivo Tungurahua, che salvo periodi di eruzioni, è possibile scalare. Lo stesso vulcano genera alcune sorgenti termali, con temperature dell'acqua che vanno dai 18 ai 55 gradi.

#### Parco nazionale Cotopaxi

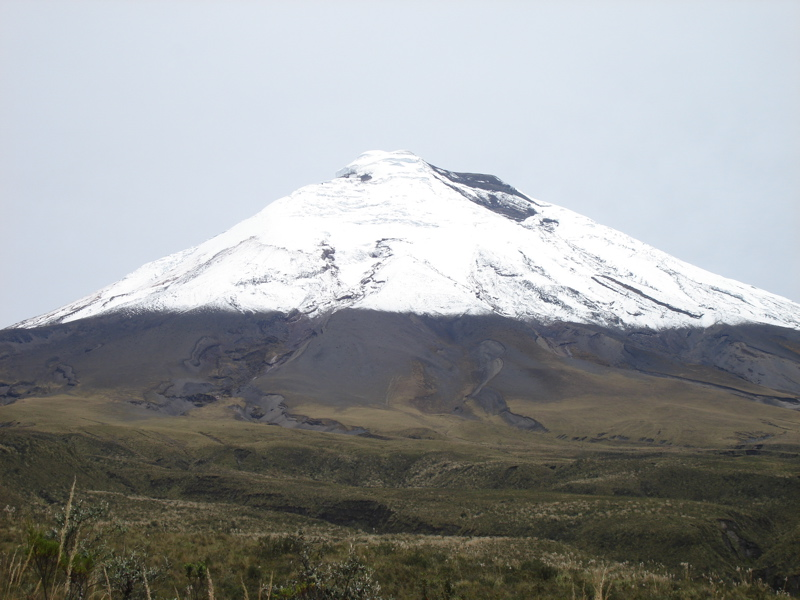
Il vulcano Cotopaxi

Area protetta dell'Ecuador, è ricco di specie arboricole, soprattutto di pini, che lo converte in una delle poche regioni boschive del Sudamerica che assomiglia maggiormente ad un paesaggio alpino piuttosto che a uno andino.

#### Parco nazionale El Cajas
Situato nella provincia di Azuay, a 33 km da Cuenca, è particolarmente ricco di lagune (232).

#### Lago Quilotoa
Lago formatosi 800 anni fa nel cratere del vulcano omonimo, è un sito turistico la cui popolarità è cresciuta negli ultimi anni

#### Mindo

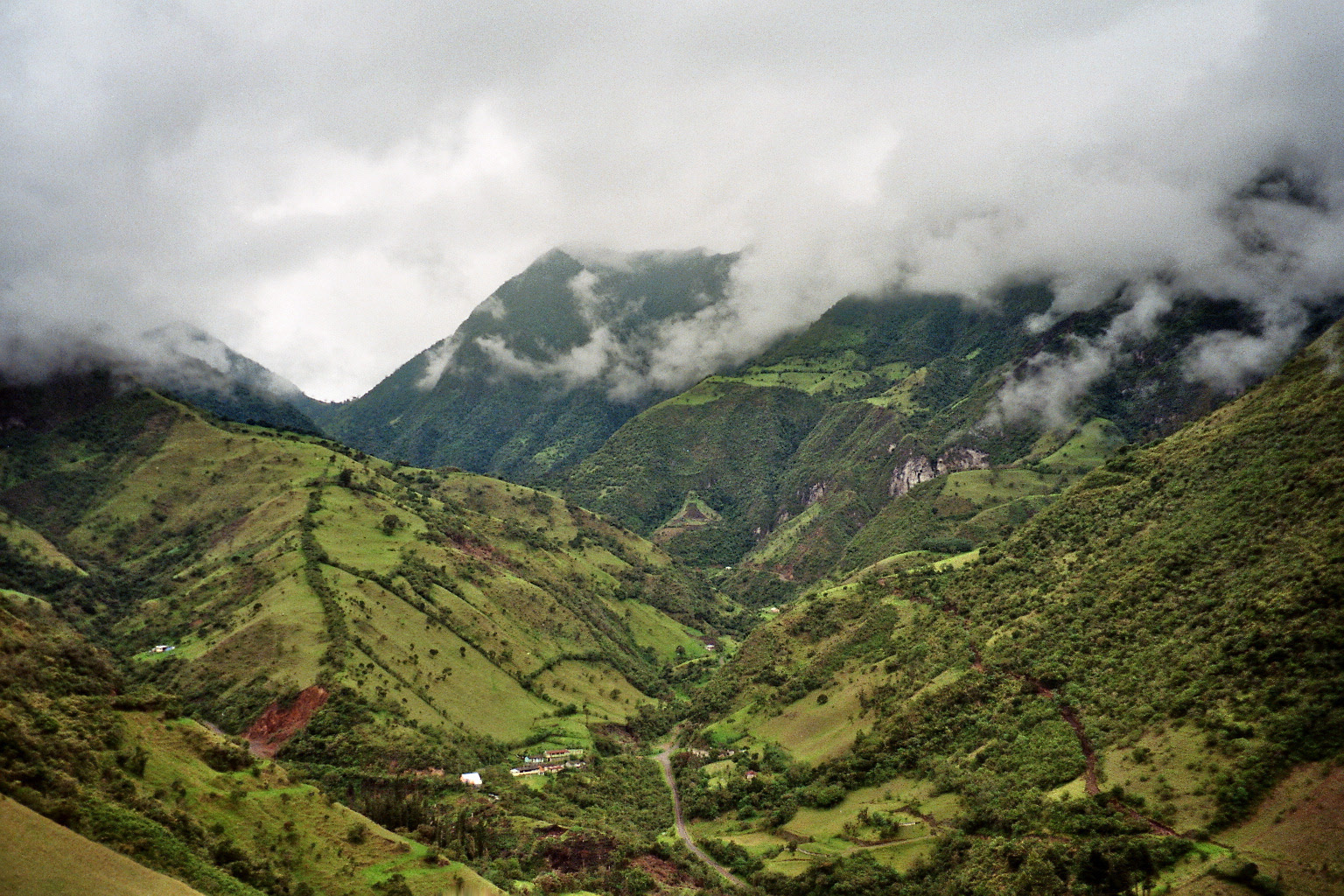
Mindo, il paese degli uccelli

Situato a nord, nel Cantone di San Miguel de los Bancos, è un luogo confortevole a 1250 metri d'altitudine, noto per le bellezze naturali e per l'area protetta denominata Bosque Protector Mindo Nambillo, dove sono presenti 500 specie di uccelli, 90 di farfalle e oltre 150 specie di orchidee. Nel 2001 e 2002 fu al centro di una protesta da parte di ecologisti ecuadoriani e di altre parti del mondo per impedire la costruzione di un oleodotto, fatto che però avvenne ugualmente negli anni successivi.

## Cultura
La gente della sierra è generalmente dolce e cordiale, meno estroversa e allegra dei costegni, ma è considerata generalmente più seria e affidabile. C'è una discreta rivalità culturale tra le due regioni; mentre i costegni definiscono "bobos" (tonti e noiosi) i serrani, al contrario questi ultimi apostrofano i costegni con il termine "mono" (scimmia). Anche gli abiti usati sono diversi, causa anche del clima più fresco: i serrani si vestono in modo vario ma con abiti generalmente pesanti come cappotti, giacche e calzature calde, mentre gli indigeni mantengono i loro abiti tradizionali con il poncho quasi sempre presente.

### Lingua
Le lingue ufficiali parlate nella Sierra sono lo spagnolo e il quechua. Lo spagnolo parlato sulle Ande assomiglia al chilango messicano, con la differenza che nella sierra ecuadoriana alcuni termini provengono dal quechua, lingua parlata dagli indigeni della regione, come ad esempio la parola ñaño/a (rivolta affettuosamente ad un fratello o ad un caro amico), o achachay (che freddo!) oppure arraray (che caldo!), usate da persone di qualsiasi etnia che vivono in questa regione.
Nella regione della sierra è comune l'uso del voseo in ambito familiare, ossia rivolgendosi con il pronome "vos" all'interlocutore invece che con il "tu".